# Chang'e 6
Chang'e 6 (Chinees: 嫦娥六号, Hanyu pinyin: Cháng'é liùhào) is een Chinese ruimtesonde die als doel heeft om monsters van de achterkant van de Maan terug mee te nemen naar de Aarde.

## Achtergrond
De missie is onderdeel van de derde fase van het Chinese Maanprogramma van de China National Space Administration (CNSA), dat genoemd is naar Chang'e, de Chinese godin van de Maan. In de eerste fase van het programma werden twee ruimtesondes (Chang'e 1 en Chang'e 2) in een baan rond de maan gebracht, onder andere voor het samenstellen van een  driedimensionale kaart van de Maan. Vervolgens zijn in de tweede fase (Chang'e 3 en Chang'e 4) twee ruimtevaartuigen op de maan geland en is gebruikgemaakt van een rover. De derde fase omvat missies (Chang'e 5-T1 en Chang'e 5 en Chang'e 6) voor het retourneren van maanmonsters. Chang'e 5 keerde op 16 december 2020 terug naar de aarde met ongeveer 1,7 kilogram maangrond.

## Missie
Het doel is te landen in de Apollo-krater in het Zuidpool-Aitken-bekken en daar ongeveer 2 kilogram materiaal te verzamelen die dan naar de aarde wordt teruggebracht. Men hoopt met de missie meer inzicht te krijgen in de geologie van de maan en hoe de maan tot stand is gekomen. De missie duurt 53 dagen.

## Verloop
In januari 2024 werden de componenten van Chang’e 6 met een Antonov An-124 en een Xi’an Y-20 op de lanceerbasis geleverd voor finale test en integratie in een raket.
Op 20 maart 2024 werd de communicatiesatelliet Queqiao-2 gelanceerd en in een baan rond de maan gebracht zodat Chang'e 6 en later Chang'e 7 en Chang'e 8 vanaf de achterzijde van de maan met de Aarde kunnen communiceren.
De Chang'e 6-sonde is op 3 mei 2024 gelanceerd met een Chang Zheng ("Lange Mars") 5-raket vanuit de Lanceerbasis Wenchang. Op 8 mei kwam de sonde in een baan om de Maan.
Op 1 juni 2024 is de Chang'e lander succesvol op de Maan geland. Op 3 juni vertrok de terugvlucht met 2 kg bodemmonsters van de achterzijde van de Maan, die op 25 juni landde in Binnen-Mongolië.

## Instrumenten
Een aantal internationale instrumenten lift mee:
- het Franse Detection of Outgassing RadoN (DORN)-instrument meet radon dat ontsnapt uit de maankorst.
- Zweden levert, met hulp van ESA, de Negative Ions at the Lunar Surface (NILS)-payload.
- Italië leverde een passive laser retro-reflector
- Pakistan laat CubeSat ICUBE-Q meevliegen